# ماسايوكي أوشياي
ماسايوكي أوشياي (باليابانية: 落合正幸) ، وهو مخرج سينمائي ياباني، واشتهر بإخراج أفلام الرعب اليابانية، وكان ماسايوكي أخرج عدداً محدوداً من الأفلام اليابانية ومنها فيلم إينفكشن عام 2004م، وفيلم سايمين.

## أعماله
أفلام
- باراسايت إيف (1997)
- سايمين (Hypnosis) (1999)
- يو نيمو كيميو نا مونوغاتاري - إيغا نو توكوبيتسوهن عام 2000م.
- كينسن عام 2004م.
- شوتر عام 2008م.

مسلسلات تلفزيونية
- توكي أو كاكيرو شوجو عام 1994م.
- دارك تيلز أوف جابان، حلقة بريسينتمنت عام 2004م.

## وصلات خارجية
- ماسايوكي أوشياي على موقع IMDb (الإنجليزية)
- ماسايوكي أوشياي على موقع ألو سيني (الفرنسية)
- ماسايوكي أوشياي على موقع أول موفي (الإنجليزية)
- ماسايوكي أوشياي على موقع قاعدة بيانات الأفلام السويدية (السويدية)
- ماسايوكي أوشياي على موقع قاعدة بيانات الفيلم (الإنجليزية)
- ماسايوكي أوشياي على موقع كينوبويسك (الروسية)